# Los Herreras
Los Herreras là một đô thị thuộc bang Nuevo León, México. Năm 2005, dân số của đô thị này là 1877 người.